# Жоріс Муташі
Жоріс Муташі (фр. Joris Moutachy, нар. 4 листопада 1997, Орлеан) — французький мартинікський футболіст, захисник литовського клубу «Жальгіріс» та національної збірної Мартиніки.

## Клубна кар'єра
Народився 4 листопада 1997 року в місті Орлеан. Вихованець юнацьких команд футбольних клубів «Орлеан» та «Труа». У дорослому футболі дебютував 2015 року виступами за резервну команду «Труа», в якій провів три сезони, взявши участь у 36 матчах чемпіонату.
У першій половині 2018 року грав за «Атлетіко Марсель» у третьому французького дивізіоні, а влітку уклав контракт з клубом «Орлеан», але провів наступний рік своєї кар'єри гравця у резервній команді, так і не дебютувавши у першій команді.
З літа 2019 року один сезон захищав кольори клубу «Роморантен» з четвертого дивізіону країни, після чого з 2020 року три сезони захищав кольори клубу «Ніор» з Ліги 2. Граючи у складі «Ніора» також здебільшого виходив на поле в основному складі команди, але залишив команду після її вильоту за підсумками сезону 2022/23.
Після пів року без клубу, на початку 2024 року складу литовського клубу «Жальгіріс». 3 березня 2024 року він дебютував у матчі Ліги А проти «Дайнави» (1:0) і за підсумками сезону став чемпіоном країни, а наступного року виграв і Суперкубок Литви. Станом на 30 червня 2025 року відіграв за клуб з Вільнюса 53 матчі в національному чемпіонаті.

## Виступи за збірну
13 жовтня 2023 року дебютував в офіційних матчах у складі національної збірної Мартиніки в грі Ліги націй КОНКАКАФ проти Сальвадору (1:0).

## Статистика виступів

### Статистика клубних виступів
Станом на 7 січня 2023
| Сезон              | Команда            | Чемпіонат          | Чемпіонат | Чемпіонат | Національний кубок | Національний кубок | Національний кубок | Континентальні кубки | Континентальні кубки | Континентальні кубки | Інші змагання | Інші змагання | Інші змагання | Усього | Усього |
| Сезон              | Команда            | Ліга               | Ігор      | Голів     | Ліга               | Ігор               | Голів              | Ліга                 | Ігор                 | Голів                | Ліга          | Ігор          | Голів         | Ігор   | Голів  |
| ------------------ | ------------------ | ------------------ | --------- | --------- | ------------------ | ------------------ | ------------------ | -------------------- | -------------------- | -------------------- | ------------- | ------------- | ------------- | ------ | ------ |
| 2015–16            | «Труа-2»           | ЧФА (IV)           | 4         | 0         |                    | -                  | -                  | -                    | -                    | -                    | -             | -             | -             | 4      | 0      |
| 2016–17            | «Труа-2»           | ЧФА2 (V)           | 24        | 0         |                    | -                  | -                  | -                    | -                    | -                    | -             | -             | -             | 24     | 0      |
| 2017-січ. 2018     | «Труа-2»           | Н3 (V)             | 8         | 0         |                    | -                  | -                  | -                    | -                    | -                    | -             | -             | -             | 8      | 0      |
| Усього за «Труа-2» | Усього за «Труа-2» | Усього за «Труа-2» | 36        | 0         |                    | -                  | -                  |                      | -                    | -                    |               | -             | -             | 36     | 0      |
| січ.-черв. 2018    | «Атлетіко Марсель» | Н (ІІІ)            | 4         | 0         |                    | -                  | -                  | -                    | -                    | -                    | -             | -             | -             | 4      | 0      |
| 2018–19            | «Орлеан-2»         | Н3 (V)             | 19        | 0         |                    | -                  | -                  | -                    | -                    | -                    | -             | -             | -             | 19     | 0      |
| 2019–20            | «Роморантен»       | Н2 (IV)            | 21        | 1         |                    | -                  | -                  | -                    | -                    | -                    | -             | -             | -             | 21     | 1      |
| 2020–21            | «Ніор»             | Л2 (ІІ)            | 31+2      | 0         | КФ                 | 1                  | 0                  | -                    | -                    | -                    | -             | -             | -             | 34     | 0      |
| 2021–22            | «Ніор»             | Л2 (ІІ)            | 29        | 0         | КФ                 | 0                  | 0                  | -                    | -                    | -                    | -             | -             | -             | 29     | 0      |
| 2022–23            | «Ніор»             | Л2 (ІІ)            | 16        | 0         | КФ                 | 2                  | 0                  | -                    | -                    | -                    | -             | -             | -             | 18     | 0      |
| Усього за «Ніор»   | Усього за «Ніор»   | Усього за «Ніор»   | 76+2      | 0         |                    | 3                  | 0                  |                      | -                    | -                    |               | -             | -             | 81     | 0      |
| Усього за кар'єру  | Усього за кар'єру  | Усього за кар'єру  | 156+2     | 1         |                    | 3                  | 0                  |                      | -                    | -                    |               | -             | -             | 161    | 1      |

## Досягнення
- Чемпіон Литви: 2024
- Володар Суперкубка Литви: 2025